# Thomas Simpson

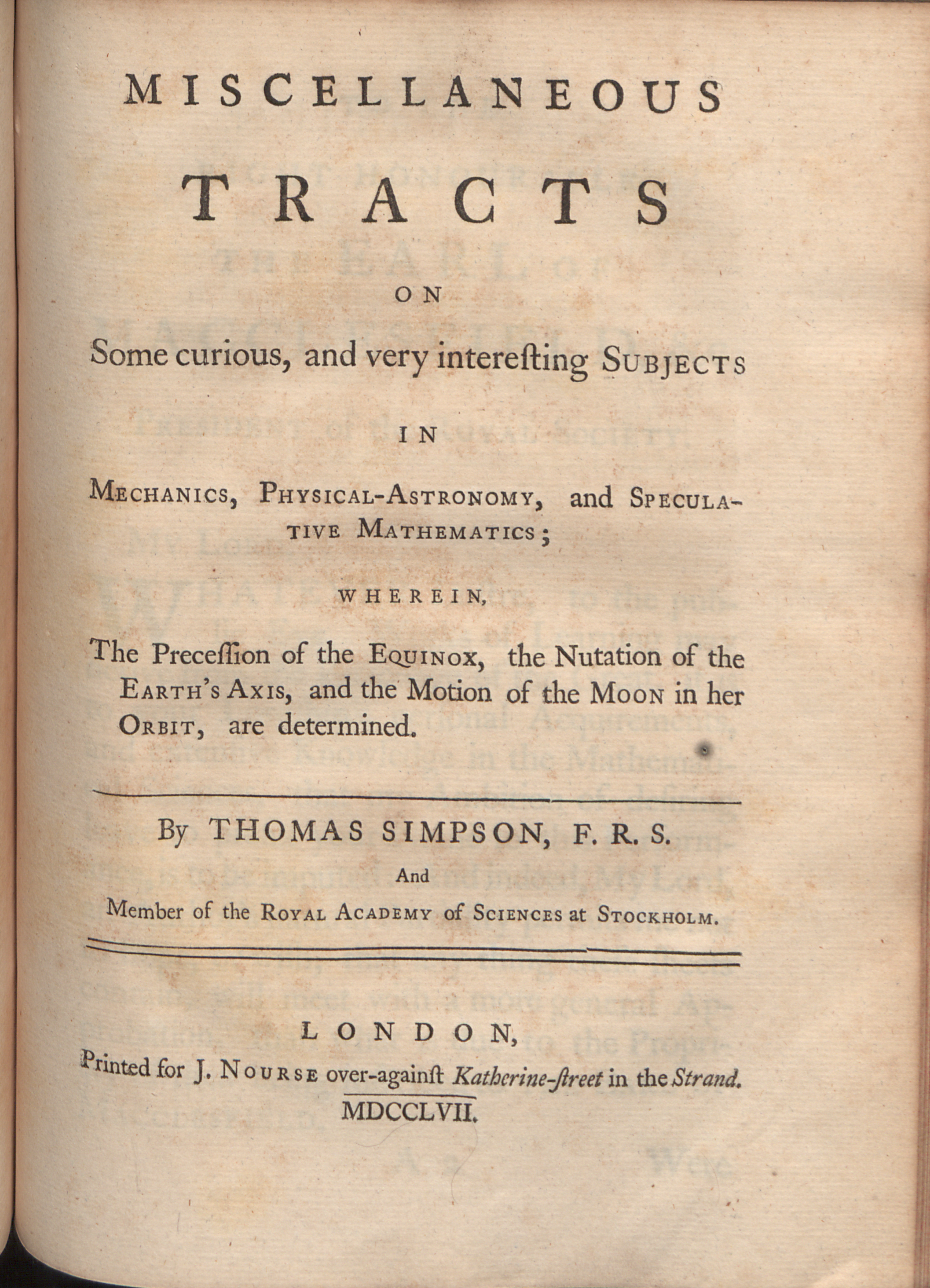
Miscellaneous tracts, 1768

Thomas Simpson, född 20 augusti 1710 i Market Bosworth, Leicestershire, död 14 maj 1761, var en engelsk matematiker.
Simpson var från 1743 professor vid Krigsakademien i Woolwich. Han framställde bland annat den så kallade Simpsons regel, en approximativ regel, som man vid använder för att beräkna ett skrovs undanträngande volym vid olika djupgående  i skeppsbyggnad eller vid skeppsmätning. Även arian vid varje vattenlinjes plan samt vid bestämmande av tyngdpunktens läge och tröghetsmomentet samt fartygets dräktighet. Med Simpsons regel blev det först möjligt att omsätta Arkimedes princip vid skeppsbyggnad i praktiken, Fredrik Henrik af Chapman var en av de som beräknade ett skeppsskrov efter regeln. Simpson invaldes 1757 (inträde 1758) som utländsk ledamot av Vetenskapsakademien i Stockholm. 

### Fotnoter
1. 1 2  Jobst Broelmann Shiffbau. Handwerk Baukonst Wissenschaft Technik